# John Ross (explorador àrtic)
Sir John Ross, CB, (Balsarroch, Escòcia, 24 de juny de 1777 - Londres, 30 d'agost de 1856) va ser un almirall i naturalista escocès, alhora que explorador de l'Àrtida.

## Biografia
John Ross era fill d'Andrew Ross, mossèn de la parròquia d'Inch, prop de Stranraer, Escòcia. El 1786, amb només nou anys, es va allistar a la Royal Navy com a aprenent. Va servir al Mar Mediterrani fins al 1789, quan va ser traslladat al Canal de la Mànega. El 1808 va fer de capità de l'Armada sueca i el 1812 fou ascendit a comandant.

### L'expedició de 1818
Sis anys més tard, el 1818, va ser escollit per comandar l'expedició àrtica organitzada per l'Almirallat britànic, en el primer d'una nova sèrie d'intents per trobar el Pas del Nord-oest. El recorregut a seguir era per la costa nord-est d'Amèrica fins a arribar a l'estret de Bering, tot creuant l'estret de Davis i la Badia de Baffin. La seva missió també incloïa registrar informació relativa als corrents, les marees, l'estat dels gels, el magnetisme i recollir espècimens que trobés durant el viatge. El 18 d'abril d'aquell any, Ross va salpar de Londres en dos vaixells, l'Isabelle, de 385 tones i 57 homes, comandat per ell, i l'Alexander, comandat per William Edward Parry, de 252 tones i 37 homes. A finals de maig van arribar a l'estret de Davis, endinsant-se en la Badia de Baffin i trobant els primers icebergs.
A finals de maig l'expedició va penetrar a la badia de Baffin, en què trobà els primers icebergs, i va procedir al reconeixement complet de les seves costes. A l'agost van arribar a l'estret de Lancaster i van seguir cap al nord, delimitant la badia de Melville, en la part més septentrional, fins a aquest moment desconeguda per l'Almirallat. Van arribar fins a l'estret de Smith (la boca de l'estret de Nares), però no van seguir més enllà, en confondre Ross un miratge o una cadena d'icebergs amb unes muntanyes a l'extrem de l'estret, les quals va arribar a batejar amb el nom de «Crocker Hills», en honor del primer secretari de l'Almirallat, John Wilson Croker. Ross va decidir, a una latitud de 76° 46′ N tornar a Anglaterra malgrat les protestes de diversos dels seus oficials, entre ells Edward Sabine i William Edward Parry. Van arribar a Londres el 21 de novembre de 1818. Ross va aconseguir el rang de capità en tornar a Escòcia, i es va fer construir el North West Castle.
El relat d'aquest viatge, publicat un any més tard, va treure a la llum aquestes discrepàncies i va donar peu a una controvèrsia sobre l'existència o no de les «Crocker Hills", que va arruïnar la reputació de Ross.

### La segona expedició de 1829-33
El 1829, per rescabalar-se del seu gran error va convèncer el seu amic i magnat del whisky Felix Booth, perquè financés una segona expedició. En l'expedició hi va prendre part el seu nebot James Clark Ross, que ja havia compartit l'expedició de 1818 i havia pres part, també, en les quatre expedicions àrtiques que entre 1819 i 1827, havia fet William Edward Parry. Van salpar el 29 de maig de 1829 a bord del Victory, un vaixell de paletes. Navegaren per la badia de Baffin en direcció nord i van virar a l'oest per creuar l'estret de Lancaster, endinsant-se a l'estret del Príncep Regent i descendint cap al sud, una zona fins aleshores inexplorada, al llarg de l'illa Somerset. Va trobar un estret canal que conduïa cap a l'oest, pel qual no es va endinsar suposant que no tindria sortida, l'estret de Bellot, i va arribar a les costes de la península de Boothia, batejada així en honor del seu amic i patrocinador. Aquí el seu vaixell va quedar atrapat pels gels. Durant els dos anys que es van veure bloquejats, la tripulació va explorar la regió a peu i en xalupes cap a l'oest i el nord, ajudats pels inuit. El 1830, creuant els canals gelats, van reconèixer l'illa del Rei Guillem, a la qual van batejar com a Terra del Rei Guillem, ja que van pensar que era una península. En una d'aquestes exploracions James Clark Ross va trobar el Pol nord magnètic, prop de la costa oriental de la Península de Boothia.
El 1832, convençut que el Victory estava irremissiblement atrapat, Ross i la seva tripulació van abandonar el seu vaixell i van marxar a peu fins a les restes del HMS Fury, un vaixell atrapat el 1827 en una de les expedicions de Parry en què havia participat el seu nebot, i van hivernar per tercera vegada a prop d'un dipòsit de queviures deixat en previsió per Parry. Van haver d'esperar un any més fins que una bretxa en el gel els va possibilitar iniciar la navegació en les xalupes del HMS Fury. El 15 d'agost de 1833 van arribar a l'estret de Lancaster i a finals de mes van ser recollits a la badia de Baffin per un vaixell balener britànic ben conegut per ell, l'Isabelle, el seu antic vaixell de l'expedició de 1818.
L'experiència viscuda i els coneixements recopilat, científics i etnològics, principalment amb els inuits, van proporcionar a Ross el reconeixement que havia estat buscant tant de temps i li van permetre recuperar la seva reputació. Amb tot, Ross no va estar lliure de controvèries, aquesta vegada amb la cartografia. El seu nebot James Clark Ross va cartografiar tres illes de l'estret de James Ross, a les quals anomenà illes de Beaufort el 1830. John Ross mai va veure les illes, però a les cartes 8 o 9 les anomenà illes Clarence.
En tornar, el capità Ross va rebre les medalles d'or de les societats geogràfiques francesa i britànica, a més de diversos reconeixements en altres països, com ara Suècia, on va ser nomenat cavaller de l'orde de l'Estrella Polar. El 1834 va rebre el títol de cavaller i membre de l'Orde del Bany (CB) del Regne Unit.

### Tercera expedició a l'Àrtic. A la recerca de Franklin, 1850
El 1850 va emprendre un tercer viatge a les regions àrtiques, en aquesta ocasió a la recerca de la desapareguda expedició de Sir John Franklin encara que no va tenir èxit. A l'any següent va aconseguir el grau de contraalmirall. En tornar, es va establir a Escòcia i va morir a Londres el 1856.

## Publicacions
Entre les seves publicacions destaquen: 
- Ross, John. A voyage of discovery, made under the orders of the Admiralty, in His Majesty's ships Isabella and Alexander, for the purpose of exploring Baffin's Bay, and inquiring into the probability of a north-west passage.  London: J. Murray, 1819. OCLC 4559652.
- Ross, John. Entdeckungsreise unter den Befehlen der britischen Admiralität mit den königlichen Schiffen Isabella und Alexander um Baffins-Bay auszuforschen und die Möglichkeit einer nordwestlichen Durchfahrt zu untersuchen / Von mehrern Sprach- und Sachkundigen aus dem Englischen übers, hrsg. von P. A. Nemnich.  Leipzig: Fleischer, 1820. OCLC 20953931.
- Ross, John; Ross, James Clark. Narrative of a second voyage in search of a north-west passage, and of a residence in the Arctic regions during the years 1829, 1830, 1831, 1832, 1833.  Londres: A.W. Webster, 1835. OCLC 1113450.
- Ross, John. Memoirs and correspondence of Admiral Lord De Saumarez. From original papers in possession of the family.  Londres: R. Bentley, 1838. OCLC 176864.